# Hunters Point Avenue
Hunters Point Avenue – stacja metra nowojorskiego, na linii 7. Znajduje się w dzielnicy Queens, w Nowym Jorku i zlokalizowana jest pomiędzy stacjami 45th Road – Court House Square i Vernon Boulevard – Jackson Avenue. Została otwarta 5 listopada 1916.